# Dirphia aculecuatoriana
Dirphia aculecuatoriana is een vlinder uit de onderfamilie Hemileucinae van de familie nachtpauwogen (Saturniidae). De wetenschappelijke naam van de soort is voor het eerst geldig gepubliceerd in 2011 door Ronald Brechlin, Meister & Käch.

## Type
- holotype: "male, 1.II.2008. leg. locale collector.Barcode: BC-FMP-1847"
- instituut: MWM München, Duitsland, later overgebracht naar ZSM, München, Duitsland
- typelocatie: "Ecuador, Pastaza Province, Santa Clara, 1000 m"

## Synoniemen
- Dirphia aculea Vuillot, 1892 (pro parte)